# Jejkowice
Jejkowice (niem. Jeykowitz, daw. Jajkowice) – wieś w Polsce, na Górnym Śląsku w województwie śląskim, w powiecie rybnickim, w gminie Jejkowice.
W latach 1954–1972 wieś należała gromady Jejkowice. W latach 1975–1998 miejscowość administracyjnie należała do województwa katowickiego.
Miejscowość jest siedzibą gminy Jejkowice.

## Część wsi
Jedyna uwzględniona przez TERYT część wsi to Pustki, która posiada identyfikator SIMC 0214184.

## Najbliższe miejscowości
Wieś sąsiaduje z miastem Rybnik oraz z miejscowościami: Szczerbice, Sumina, Zwonowice oraz Gaszowice.

## Nazwa
Niektórzy badacze zaliczają nazwę Jejkowice do nazw patronimicznych – pochodzących od nazwiska lub przezwiska „Jajko”. Według podań miało to być nazwisko rycerza choć nie ma to potwierdzenia źródłowego.

### Różne nazwy miejscowości
Nazwa miejscowości zmieniała się w czasie:
| Okres    | Nazwa(y)                             |
| -------- | ------------------------------------ |
| XV w.    | Jaykowicz                            |
| XVII w.  | Ves Jaykowicze, Jaykowice, Jejkowitz |
| XVIII w. | Jeykowitz                            |
| XIX w.   | Jeikowitz                            |

## Geografia
Jejkowice leżą na Płaskowyżu Rybnickim, położonym na wysokości 260–280 m n.p.m. Znajdują się w centralnej części Powiatu Rybnickiego, w kierunku zachodnim od Rybnika. Przez Jejkowice przebiega droga z Rybnika do Raciborza.

## Geologia
Pod Jejkowicami znajduje się Niecka Jejkowicka, która jest częścią Górnośląskiego Zagłębia Węglowego (GZW). Rejon Niecki Jejkowickiej charakteryzuje się małą liczbą wstrząsów (6%).
W Niecce Jejkowickiej w latach 1977–2006 aktywność sejsmiczna była związana z eksploatacją prowadzoną w kopalniach: „Anna”, „Marcel”, „Rymer”, „1-Maja” i „Rydułtowy” w pokładach warstw porębskich zalegających do głębokości 950 m i warstw jaklowieckich położonych poniżej 1000 m.
„W niecce jejkowickiej eksploatacja w pokładach warstw jejkowieckich, głównie pokładu 703 i 713 spowodowała powstanie największej liczby wstrząsów.”
W przeszłości odbyły się próby wywiercenia szybu w Jejkowicach, jednak ze względu na dużą ilość wód podziemnych pomysłu zaniechano. 1 stycznia 1968 r. plac budowy przy szybie „Jejkowice” przekazano rybnickim „Zakładom Remontowo-Budowlanym”.

## Historia
Pierwsze znane zapisy o wsi pochodzą z XIII w. Osada była częścią Księstwa Raciborskiego. Następnie Księstwa opolsko-raciborskiego.
W wyniku śmierci Jerzego Hohenzollerna w 1543 roku tereny Jejkowic wraz z ziemią rybnicką wróciły pod panowanie Habsburgów.
W czasie wojny 30-letniej (1618-1648) okolica została splądrowana przez wojska Lisowskiego – sprzymierzeńca Habsburgów.
W latach 1645–1666 księstwem rządzili polscy Wazowie.
W latach 1685–1687 sołtysem Jejkowic był Jan Foyt (?), w latach 1716–1719 – Maciej Skupin Foyt (?), natomiast od 1719 roku – Błażej Skupien.
Od 1818 do dziś Jejkowice są częścią powiatu rybnickiego. Po utworzeniu gminy Gaszowice, Jejkowice weszły w jej skład. Od 1 stycznia 1993 Jejkowice są osobną gminą.

## Komunikacja
W Jejkowicach znajdują się 3 przystanki autobusowe obsługiwane przez Komunikację Miejską w Rybniku:
- Jejkowice Centrum, ul.Główna (linie: 1, 26, 27, 28, 29, 36),
- Jejkowice Kuźnia, ul.Główna (linie: 27, 28, 29, 36),
- Jejkowice Sumińska, ul.Sumińska (linia 36)[14].

W Jejkowicach jest również przystanek kolejowy, który kiedyś działał aż do 1970 roku, aczkolwiek obecnie pociągi tam się nie zatrzymują. Dziś pozostał tylko posterunek odgałęźny. Obecnie przez posterunek kursują głównie pociągi towarowe oraz kilka składów pasażerskich.

## Edukacja
W centralnej części Jejkowic znajduje się Zespół Szkolno-Przedszkolny im. Jana III Sobieskiego przy ul. Szkolnej, przed reformą likwidujacą gimnazja funkcjonowało również Gimnazjum im. Adama Mickiewicza (obecnie budynek jest częścią ZSP).

## Kultura
Przy ulicy Poprzecznej znajduje się Gminna Biblioteka Publiczna. Instytucja organizuje różne wydarzenia kulturalne, m.in. Kino w bibliotece, Klub Małego Czytelnika, wycieczki oraz warsztaty.
W miejscowości działa Koło Gospodyń Wiejskich, którego historia sięga Stowarzyszenia Polek działającego przed II wojną światową. Liczyło wtedy 20 członkiń, a pierwszą przewodniczącą była Walesa Boczek. Wybuch wojny przerwał działalność stowarzyszenia.
Po wznowieniu działalności w 1947 roku organizacja zmieniła nazwę na Koło Gospodyń Wiejskich. Nową przewodniczącą została   
Berta Merkel. 
Panie z Koła pomagały przy budowie szkoły, domu parafialnego i obiektu kulinarno-sportowego.
Koło organizuje, m.in.:
- spotkania z okazji Dnia Kobiet, Dnia Matki i Dnia Dziecka,
- wycieczki krajoznawcze,
- dożynki gminne i powiatowe (korony dożynkowe, pojazdy do korowodu, pieczenie kołoczy)[21].

## Wyznania

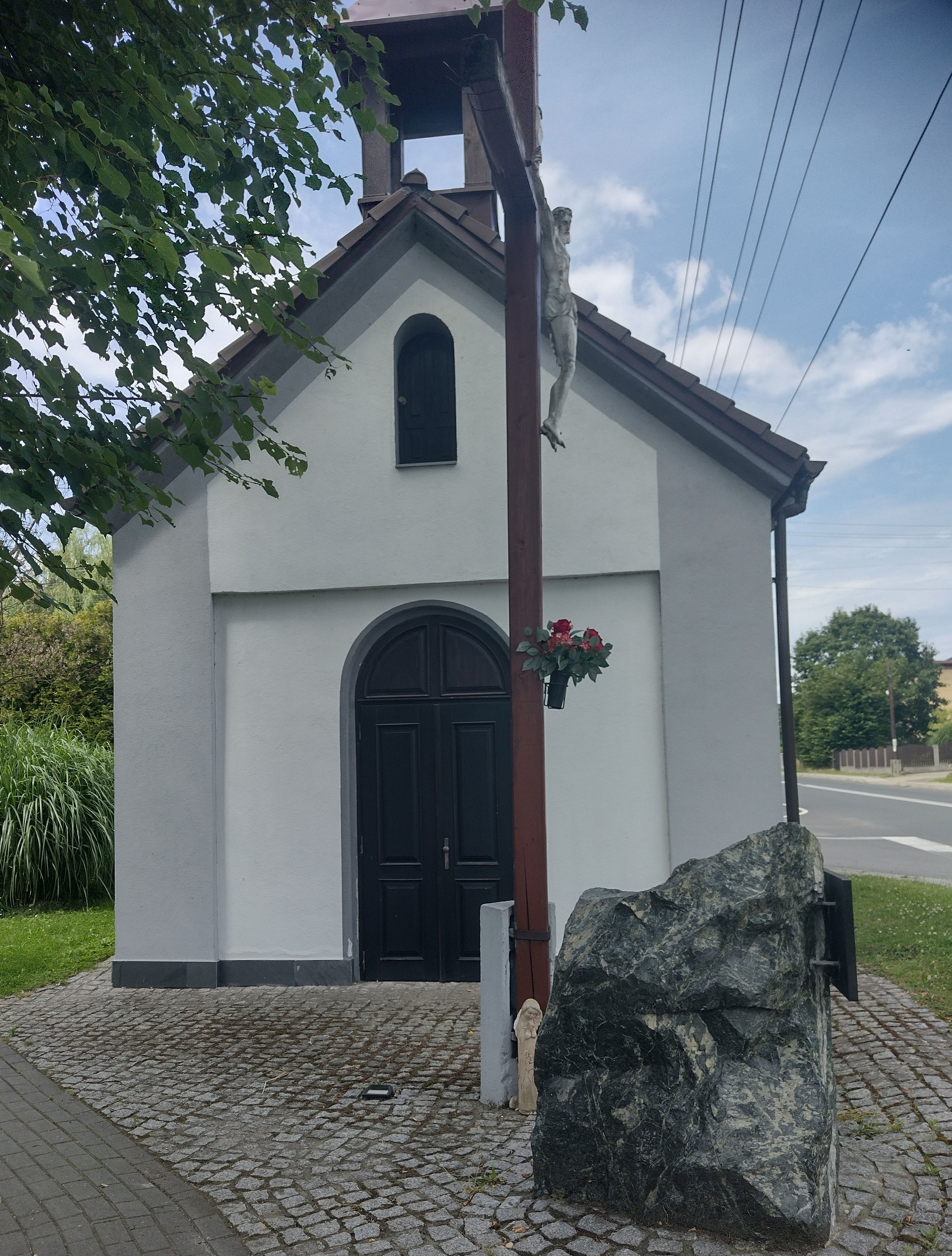
Kapliczka pw. Św. Jana Nepomucena w centrum

W miejscowości znajduje się Parafia Matki Bożej Szkaplerznej i św. Piusa X. Obecny budynek kościoła został wybudowany w stylu neogotyckim i znajduje się na terenie rybnickiej dzielnicy Zebrzydowice, natomiast plebania jest w Jejkowicach.
Więcej informacji o parafii można znaleźć na stronie parafiajejkowice.pl
W centrum znajduje się kapliczka pw. Św. Jana Nepomucena wybudowana w 1890 roku.

## Sport
Na terenie wsi mieści się piłkarski klub sportowy LKS Jedność Jejkowice przy ul. Poprzecznej wraz ze stadionem. Przy ul. Szkolnej znajduje się nowoczesne boisko sportowe.
Przez Jejkowice przebiegają 2 trasy rowerowe:
- 4 Szlak Stulecia Turystyki (niebieska),
- 5 Szlak Pielgrzymkowy (żółta)[25].

W północnej części miejscowości znajduje się strzelnica „Pod lasem” należąca do Bractwa Kurkowego Miasta Rybnik, gdzie regularnie odbywają się treningi i zawody strzeleckie.